# بوب غور
بوب غور (بالإنجليزية: Bob Gurr)‏ هو مهندس أمريكي، ولد في 25 أكتوبر 1931 في لوس أنجلوس في الولايات المتحدة.

## وصلات خارجية
- بوب غور على موقع IMDb (الإنجليزية)
- بوب غور على موقع قاعدة بيانات الفيلم (الإنجليزية)